# 별난 두 영웅
"별난 두 영웅"은 1990년에 개봉한 대한민국의 영화이다.

## 줄거리
- 천성이 낙천적이고 바보스러운 영구와 맹순이는 같은 보육원 출신이다. 이들은 화개장터에서 장터마당을 청소해 주고 장꾼들을 보호해주기도 하지만 의협심 또한 강하다. 그러던 어느날 이들은 중앙으로 진출해 성공하겠다는 야망을 품고 시골생활을 청산하고 서울로 올라간다. 영구와 맹순이는 번화한 서울거리에서 촌닭같이 어수룩하게 굴다가 가방마저 빼았기고 만다. 그러나 곧 건달들을 제압하고 광희동 건달 사단의 두목이 된다. 그러나 생리적으로 건달생활이 어울리지 않는 이들은 건실한 생활을 위해 새로운 일자리를 찾아 나선다. 결국 온갖 일을 다 겪은 영구와 맹순이는 각박한 서울 생활에 염증을 느끼고 다시 인정이 훈훈한 시골로 내려간다.

## 캐스팅

### 주요 인물
- 심형래 : 영구 역
- 박미선 : 맹순이 역

### 그 외
- 박동룡
- 박종설
- 정지희
- 장동일
- 권나영
- 홍충길
- 강희영
- 나갑성
- 박용팔
- 송복철
- 주상호
- 황인조
- 신유정
- 정영국
- 조학자
- 정봉연
- 문철재